# Ruderting
Ruderting település Németországban, azon belül Bajorországban. Lakosainak száma 3144 fő (2023. december 31.). Ruderting Hutthurm, Neukirchen vorm Wald, Tiefenbach és Salzweg községekkel határos.

## Népesség
A település népessége az elmúlt években az alábbi módon változott:
| Lakosok száma | 716  | 1608 | 2159 | 2487 | 3103 | 3110 | 3161 | 3131 | 3124 | 3144 |
|               | 1875 | 1950 | 1975 | 1987 | 2012 | 2014 | 2016 | 2017 | 2021 | 2023 |